# Pteraclis
Pteraclis is een geslacht van straalvinnige vissen uit de familie van zilvervissen (Bramidae). Het geslacht is voor het eerst wetenschappelijk beschreven in 1772 door Gronow.

## Soorten
De volgende soorten zijn bij het geslacht ingedeeld:
- Pteraclis aesticola (Jordan & Snyder, 1901)
- Pteraclis carolinus Valenciennes, 1833
- Pteraclis velifera (Pallas, 1770)